# Tlalticpac

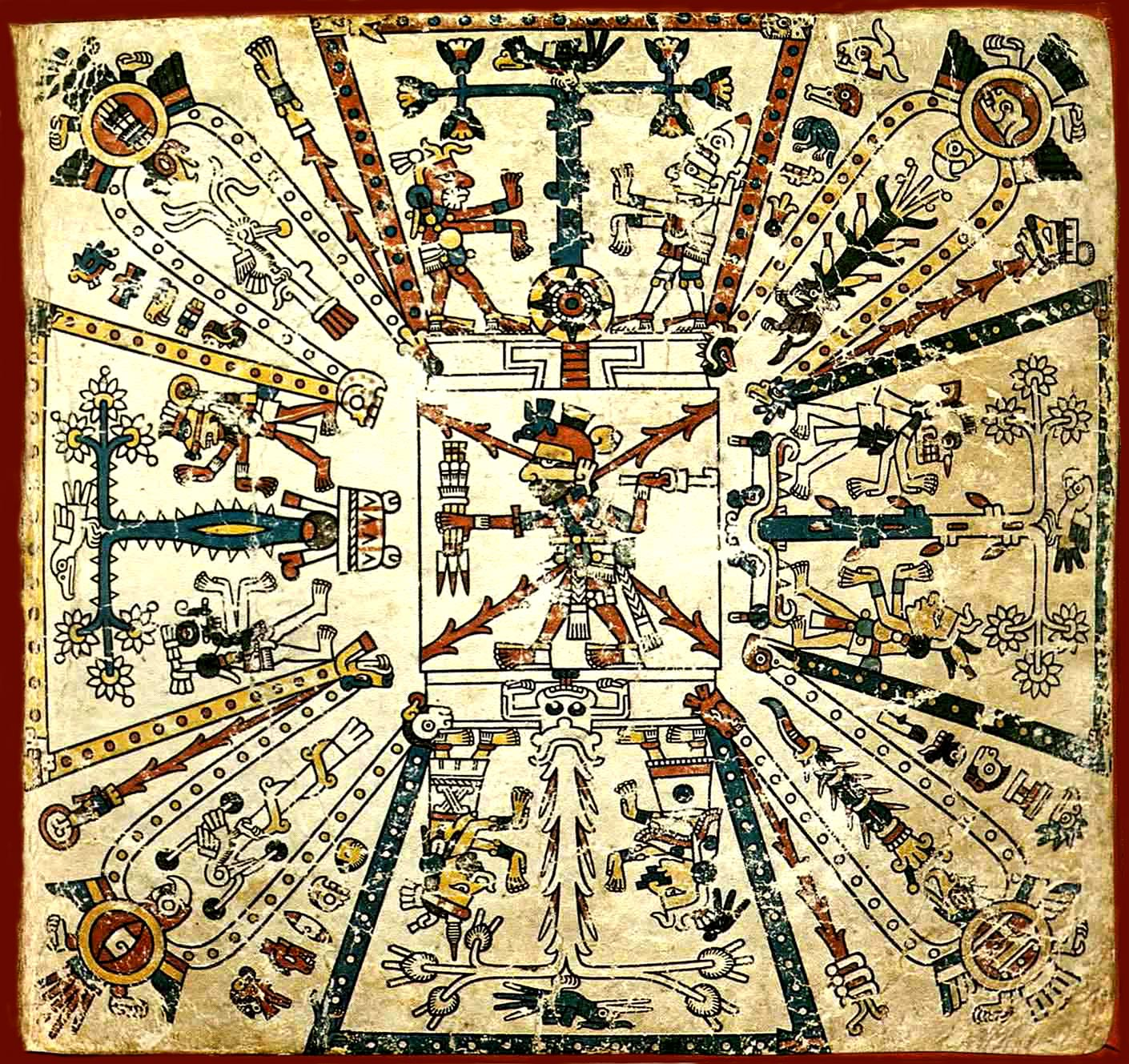
Le Tlalticpac et les régions horizontales représentées dans le Codex Fejérváry-Mayer

Tlalticpac (en nahuatl : tlalticpac « sur la terre » ; tlalli, « terre » ; ca, « lieu » ; icpac, sur / au dessus) est la région horizontale de l'univers dans la cosmogonie aztèque.
C'est une étendue de forme carrée entourée par ateotl, l' « eau divine » (en nahuatl : atl « l'eau » ; teotl, « dieu »), qui s'élève à son pourtour en une grande muraille qui l'unit au ciel. Elle est orientée par les quatre points cardinaux ou les quatre vents et les forces qui en émanent et elle est soutenue par un axe au centre, où ces forces convergent.

## Mythologie Aztèque
Dans la mythologie Aztèque, le Tlalticpac est le monde éphémère et changeant que les dieux décorent avec leur "faire" et leur "défaire". Rien n'y est éternel. Dans sa conception philosophique pour les Nahuas, il équivaut au plan des phénomènes au sens de ce qui apparaît et de ce qui n'est pas créé de soi-même, de ce qui est transitoire et doit se terminer. C'est le lieu du travail et de la souffrance.
- L’Est est désigné par la couleur rouge et comme étant le « Côté de l'Aube » (Tlapcopa), car c’est à l’Est qu'apparaît le Soleil. Il est dirigé par Xipe Totec, le “seigneur écorché”, dieu de la nature, de l’agriculture, de l’or et de la renaissance.
- L’Ouest est figuré par la couleur blanche et comme étant le « Côté du Déclin » (Tamoanchan), là où disparaît le Soleil. Quetzacoatl, le “serpent à plumes”, dieu de la lumière et du vent, de la terre et des océans.
- Le Sud quant à lui était symbolisé par la couleur bleue et comme étant le « Côté des Épines » (Huitzlampa). Il est dirigé par Huitzilopochtli, le “colibri de gauche”, dieu de la guerre.
- Le Nord était évoqué par la couleur noire et comme étant le « Côté de la Nuit » (Mictlampa). Il est dirigé par Tezcatlipoca, le “miroir fumant”, dieu du jugement, de la nuit, de la sorcellerie et de la terre.

Le centre, le "Nombril de la Terre" (Tlalxicco), est gardé par Xiuhtecuhtli, dieu du feu, point d'union de la terre et du ciel, des quatre directions du monde, entre le monde supérieur et inférieur, entre les eaux célestes et les vents. Ainsi, le corps humain s'insère dans le cosmos et fait partie des cinq éléments avec l'air, la terre, le feu et l'eau.